# ONCF E 1250
Die E 1250 ist eine Baureihe elektrischer Lokomotiven des marokkanischen Eisenbahnunternehmens Office National des Chemins de Fer (ONCF).

## Geschichte, Beschreibung und Einsatz
Im Februar 1983 bestellte der ONCF in Japan zwölf leistungsstarke Elektrolokomotiven für den hochwertigen Reiseverkehr. Zu diesem Zeitpunkt hatte Hitachi bereits Lokomotiven der Baureihen E 1100 und E 1200 nach Marokko geliefert.
Der Kasten der E 1250 ist dem der Baureihe E 1200 sehr ähnlich, im Gegensatz zu dieser Güterzuglok wurde die E 1250 jedoch als Schnellzuglokomotive konzipiert. Anders als bei den aus Japan erhaltenen Vorgängermaschinen sind die Fahrmotoren der E 1250 voll abgefedert. Als einzige Baureihe der ONCF kann sie, dank eines statischen Umformers, Reisezüge direkt mit 380 Volt Drehstrom versorgen. In allen anderen Fällen wird zu diesem Zweck ein Generatorwagen in den Zug eingereiht.
Die Höchstgeschwindigkeit der Lokomotiven wurde zwischenzeitlich von 160 km/h auf 140 km/h reduziert. Zum Einsatz kommen die Maschinen überwiegend vor schweren Schnellzügen der Relation Marrakesch–Fès.